# 古田英範
古田 英範（ふるた ひでのり、1958年12月13日 - ）は、日本のシステムエンジニア、実業家。富士通取締役会長、一般社団法人 産業競争力懇談会理事長、一般社団電子情報産業協会(JEITA)副会長、一般社団法人量子技術による新産業創出協議会(Q-Star)副代表理事、持続可能な開発のための経済人会議(WBCSD) 理事。
富士通研究所代表取締役社長および取締役会長、パナソニックインフォメーションシステムズ取締役（非常勤）、情報通信ネットワーク産業協会会長を歴任した。

## 人物・経歴
東京都出身。私立聖光学院中学・高校（横浜市）を経て、明治大学工学部工業化学科を1982年に卒業。同年、富士通株式会社にシステムエンジニアとして入社。2009年産業システム事業本部長。同年富士通システムソリューションズ執行役員産業ビジネス本部長。2012年富士通株式会社執行役員システムインテグレーション部門副部門長（産業・流通、サービステクノロジ担当）。2014年執行役員常務グローバルデリバリー部門長兼インテグレーションサービス部門副部門長（グローバル担当）。2016年執行役員常務 グローバルサービスインテグレーション部門副部門長（グローバルデリバリー担当）兼グローバルデリバリーグループ長。
2018年執行役員専務デジタルサービス部門長兼グローバルサービスインテグレーション部門副部門長（グローバルデリバリー、エンタープライズ担当）兼グローバルデリバリーグループ長。2019年執行役員専務テクノロジーソリューション部門長、CTO／CIO、富士通研究所代表取締役社長。同年から代表取締役副社長CTO兼富士通研究所取締役会長を務め、研究開発の選択と集中にあたり、人工知能等への注力を進めるなどした。
2020年情報通信ネットワーク産業協会会長。2021年富士通代表取締役副社長COO、CDPO (Chief Data & Process Officer）。2024年4月より富士通取締役会長に就任。同年5月一般社団法人量子技術による新産業創出協議会(Q-Star)副代表理事、6月に一般社団電子情報産業協会(JEITA)副会長、12月に持続可能な開発のための経済人会議(WBCSD) 理事、2025年5月一般社団法人 産業競争力懇談会理事長に就任。